# Welsh National War Memorial

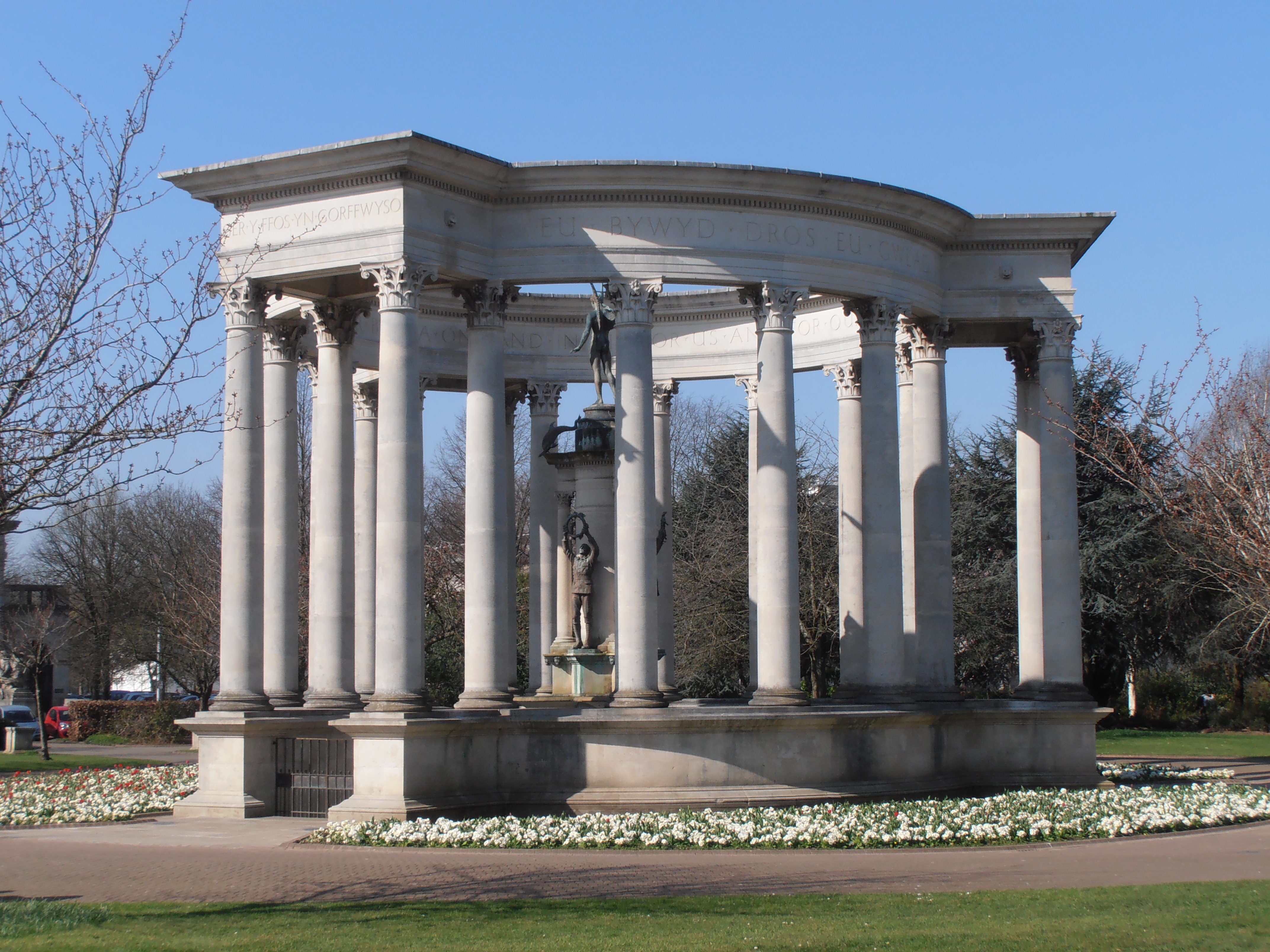
Welsh National War Memorial

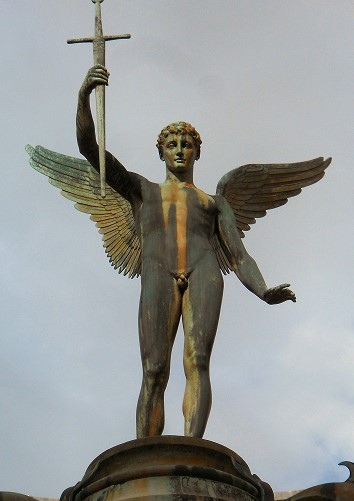
Victory, The Welsh National War Memorial, Cardiff

Das Welsh National War Memorial ist ein Kriegsdenkmal und befindet sich in Cardiff, Wales. Das Memorial wurde am 12. Juni 1928 enthüllt und ist den Soldaten des Ersten und des Zweiten Weltkrieges gewidmet.

## Geschichte
Von Beginn an erwies sich das Generieren von Geldern, um das Denkmal zu finanzieren, als schwierig. Der Bürgermeister von Cardiff konnte die Finanzierungsgelder auf nationaler Ebene nicht sammeln, daher sprang die in Cardiff lokalisierte Zeitung Western Mail ein. Sie stellte ein kleines Denkmal-Komitee zusammen und schaffte es so, lokale und nationale Gelder zu sammeln, um das Denkmal zu finanzieren.
Bei der Errichtung des Denkmals waren drei Künstler beteiligt: Ninian Comper als Architekt, Alfred Bertram Pegram als Bildhauer und Arthur Brian Burton als Gießer. Eröffnet wurde das Memorial vom Prince of Wales, Georg von Sachsen-Coburg und Gotha, am 12. Juli 1928.
Beim Book of Remembrance handelt es sich um eine Niederschrift gefallener Soldaten, welche unter anderem dem Welsh Regiment zuzuordnen waren und im Ersten Weltkrieg gefallen sind. Das von dem Kalligraphen Graily Hewitt gestaltete Buch umfasst 35.000 Namen und liegt im Temple of Peace in der Nähe der Welsh National Memorial, auf dem selbst keine Namen von Gefallenen angeführt sind.
Im Jahr 2012 konnten durch einen Zuschuss des War Memorial Trust Restaurierungen, unter anderem das Ausrasten von losen Fugen und weiteren diversen Anpassungen, durchgeführt werden. Jene Teile der beschädigten Steine, die nicht repariert werden konnten, wurden durch Ersatzkanten ausgetauscht. 2018 konnte durch einen weiteren Zuschuss eine detaillierte Zustandserhebung und ein Bericht mit Empfehlungen durch einen Architekten durchgeführt werden.

## Baubeschreibung
Das Welsh National War Memorial befindet sich in der Parkanlage Alexandra Gardens in Cathays Park, einem Teil des Stadtzentrums von Cardiff. Das Monument besteht aus einem tieferliegenden Hof, der von einem kreisrunden Säulengang umrahmt wird. Drei Figuren aus Bronze, die einen Soldaten, einen Seefahrer und einen Flugzeugführer abbilden, heben jeweils einen Kranz zur Statue Victory in der Mitte. Diese Figur ist ein Bote mit Flügeln, welcher siegreich ein Schwert in die Höhe hebt.
In der Symbolsprache des Memorials finden sich zahlreiche Merkmale, die auf die klassische Antike hinweisen. Die Säulen des Memorials ähneln denen der Akropolis in Athen. Des Weiteren finden sich verschiedene Figuren, deren Merkmale der griechischen Siegesgöttin Nike zugeschrieben werden. Zahlreiche weitere Symbole, wie Verwendung von Posen oder Körperformen, können dem Neoklassizismus zugeordnet werden.
Das Welsh National War Memorial wurde mit zwei Inschriften versehen, wobei diese sich sprachlich unterscheiden. Über den Eingang der Gedenkstätte wird auf der Landessprache Walisisch erklärt, dass das Monument den Soldaten aus Wales gewidmet wurde, welche im Zuge des Ersten Weltkrieges ihr Leben verloren hatten. Im Inneren wird in englischer Sprache hingegen allen gedacht, die im Ersten Weltkrieg für die Menschen in der Heimat und den Sieg gefallen sind.